# Preding
Preding est une commune autrichienne du district de Deutschlandsberg en Styrie.